# John Wallace (Bischof)
John Wallace (* etwa 8. April 1654 in Arbroath, Forfarshire; † 30. Juni 1733 in Edinburgh) war ein schottischer Geistlicher. Er diente als Apostolischer Vikar des Apostolischen Vikariats Schottland und später vom Lowland District.

## Leben
Wallace konvertierte 1690 zum katholischen Glauben.
Am 3. April 1708 wurde er von James Gordon in Preshome zum Priester für das Apostolische Vikariat Schottland geweiht.
Papst Clemens XI. ernannte ihn am  30. April 1720 zum Titularbischof pro hac vice von Cyrrhus und Koadjutor-Apostolischen Vikar von Schottland. James Gordon, Apostolischer Vikar von Schottland, weihte ihn am 11. April 1706 geheim in Edinburgh zum Bischof. Bei seiner Bischofsweihe assistierten die Priester Alexandre Drumond und James Carnegie. Am 23. Juli 1727 wurde das Apostolische Vikariat in eines für den Highland District und den Lowland District geteilt. Gordon und Wallace wurden dem Lowland District zugeordnet. Da Wallace vor Gordon starb, folgte er nicht als Apostolischer Vikar nach.